# Бурсьер
Бурсье́р (фр. Boursières) — коммуна во Франции, находится в регионе Франш-Конте. Департамент — Верхняя Сона. Входит в состав кантона Се-сюр-Сон-э-Сент-Альбен. Округ коммуны — Везуль.
Код INSEE коммуны — 70090.

## География
Коммуна расположена приблизительно в 310 км к юго-востоку от Парижа, в 45 км севернее Безансона, в 9 км к западу от Везуля.

## Население
Население коммуны на 2010 год составляло 72 человека.
| 1962 | 1968 | 1975 | 1982 | 1990 | 1999 | 2010 |
| ---- | ---- | ---- | ---- | ---- | ---- | ---- |
| 63   | 96   | 64   | 64   | 68   | 62   | 72   |

## Администрация
| Период | Период | Фамилия       | Партия | Примечания |
| ------ | ------ | ------------- | ------ | ---------- |
| 2001   | 2008   | Женевьев Дете |        |            |
| 2008   | 2014   | Мартин Юро    |        |            |

## Экономика

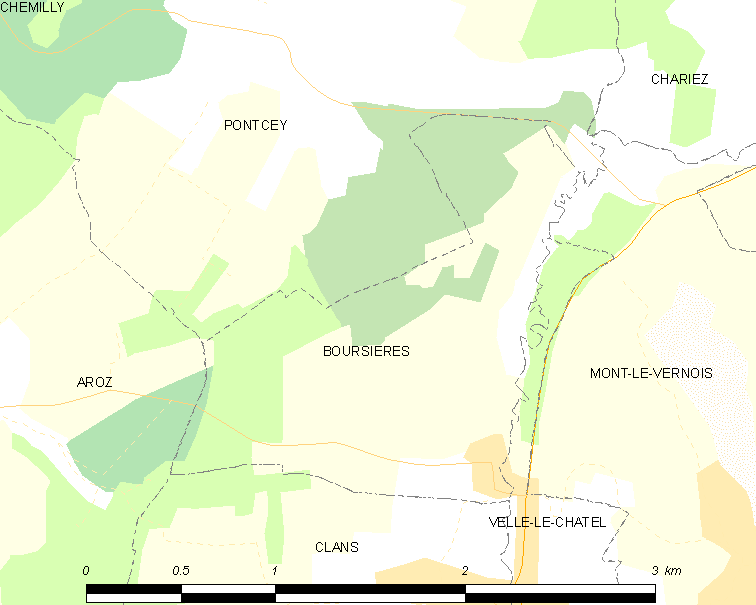
Карта коммуны

В 2010 году среди 55 человек трудоспособного возраста (15—64 лет) 46 были экономически активными, 9 — неактивными (показатель активности — 83,6 %, в 1999 году было 80,5 %). Из 46 активных жителей работали 41 человек (22 мужчины и 19 женщин), безработных было 5 (3 мужчины и 2 женщины). Среди 9 неактивных 6 человек были учениками или студентами, 2 — пенсионерами, 1 был неактивным по другим причинам.